# Azul reativo 160
Azul reativo 160, também chamado de  azul naval reativo KE-4BD, azul reativo KE-2B, azul reativo KE-RD ou azul reativo HE-RD, é o composto orgânico, corante azo-composto, de fórmula C38H23Cl2N14Na5O18S5  e massa  molecular 1309,86. É classificado com o número CAS 71872-76-9 e C.I. 137160. É solúvel em água a 100 g/L a 50 ℃.
Apresenta fotodegradação quando em presença de óxido de zinco na forma de pó de escala nanométrica.

## Degradação no ambiente
Obtem-se sua fitorremediação por meio de Tagetes patula resultando em metabólitos de baixa toxicidade e citogenotoxicidade.
Sofre degradação pela ação de culturas mistas BDN (núcleos bacterianos derivados, do inglês bacteria derived nuclei).